# Bleicherode
Bleicherode è una città con status di Landgemeinde della Turingia, in Germania.
Appartiene al circondario di Nordhausen.

## Storia
Il 1º gennaio 2019 vennero aggregati alla città di Bleicherode i comuni di Etzelsrode, Friedrichsthal, Hainrode/Hainleite, Kleinbodungen, Kraja, Nohra, Wipperdorf e Wolkramshausen.

## Geografia antropica

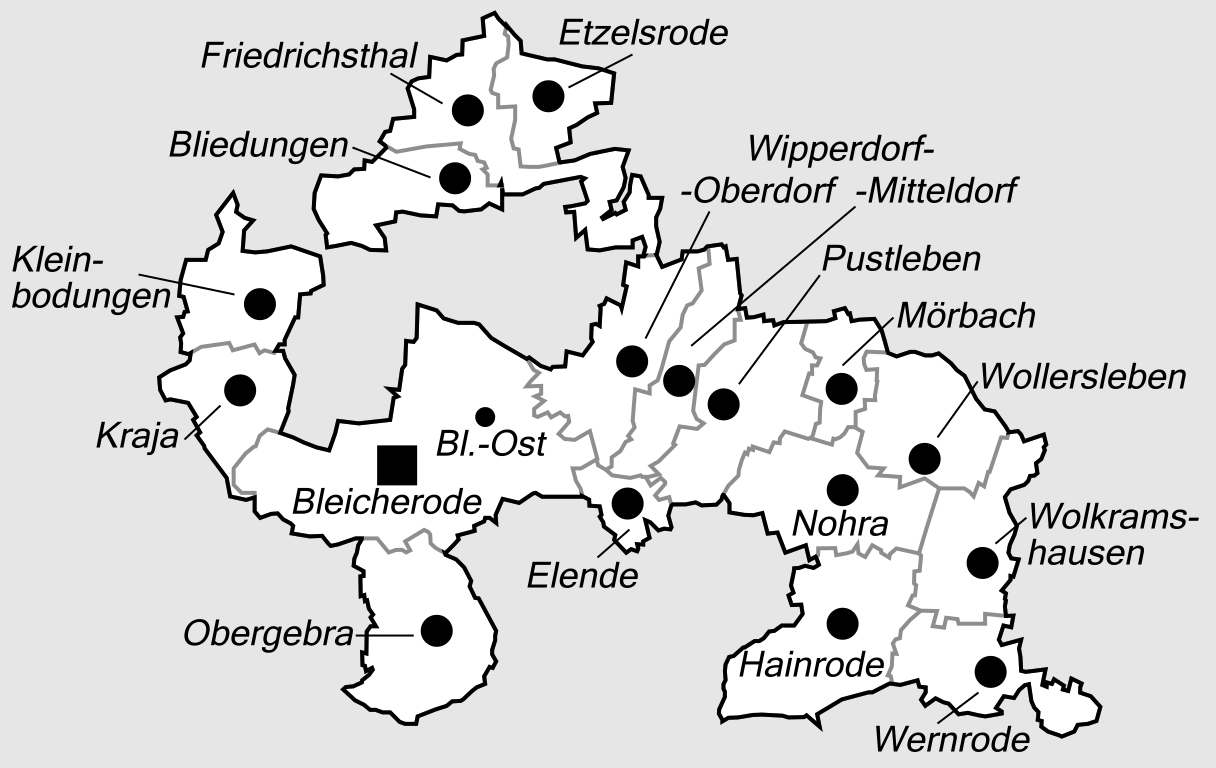
Mappa del territorio della città di Bleicherode suddiviso nelle sue frazioni

Il territorio della città di Bleicherode si suddivide nelle frazioni (Ortsteil) di Bleicherode, Elende, Etzelsrode, Friedrichsthal, Hainrode, Kleinbodungen, Kraja, Mörbach, Nohra, Obergebra, Wernrode, Wipperdorf, Wolkramshausen e Wollersleben.